# Кінний спорт на літніх Олімпійських іграх 1968
Змагання з кінного спорту на літніх Олімпійських іграх 1968 в Мехіко тривали з 18 до 27 жовтня на Кампо Марте, в Гольф-клубі Авандаро, а також на Олімпійському стадіоні. В програмі було три види кінного спорту: виїздка, триборство і конкур. Кожен з них поділявся на індивідуальні та командні змагання, тобто загалом розіграно 6 комплектів нагород.

## Медальний залік
| Дисципліни               | Золото                                                                                               | Срібло                                                                                  | Бронза                                                                                         |
| ------------------------ | --- | --------------------------------------------------------------------------------------- | ---------------------------------------------------------------------------------------------- |
| Індивідуальна виїздка    | Іван Кізімов на Ikhor (URS)                                                                          | Йозеф Некерманн на Mariano (FRG)                                                        | Райнер Клімке на Dux (FRG)                                                                     |
| Командна виїздка         | ФРН (FRG) Йозеф Некерманн і Mariano Райнер Клімке і Dux Лізелотт Лінзенгофф і Piaff                  | СРСР (URS) Олена Пєтушкова і Pepel Іван Кізімов і Ikhor Іван Калита і Absent            | Швейцарія (SUI) Анрі Шаммартен і Wolfdietrich Маріанне Ґосвайлер і Stephan Ґустав Фішер і Wald |
| Індивідуальне триборство | Жан-Жак Гійон і Pitou (FRA)                                                                          | Дерек Оллгасен і Lochinvar (GBR)                                                        | Майкл Пейдж і Foster (USA)                                                                     |
| Командне триборство      | Велика Британія (GBR) Дерек Оллгасен і Lochinvar Річард Мід і Cornishman V Рубен Джонс і The Poacher | США (USA) Майкл Пейдж і Foster Джеймс К. Воффорд і Kilkenny Майкл Пламб і Plain Sailing | Австралія (AUS) Вейн Ройкрофт і Zhivago Браєн Кобкрофт і Depeche Білл Ройкрофт і Warrathoola   |
| Індивідуальний конкур    | Вільям Штайнкраус і Snowbound (USA)                                                                  | Меріон Коукс і Stroller (GBR)                                                           | Девід Брум і Mr. Softee (GBR)                                                                  |
| Командний конкур         | Канада (CAN) Джим Дей і Canadian Club Томас Ґейфорд і Big Dee Джим Елдер і The Immigrant             | Франція (FRA) Жан Розьє і Quo Vadis Жану Лефевр і Rocket П'єр Жонкер д'Оріола і Nagir   | ФРН (FRG) Германн Шрідде і Dozent II Альвін Шокемеле і Donald Rex Ганс Ґюнтер Вінклер і Enigk  |

## Таблиця медалей
| Місце               | Країна                | Золото | Срібло | Бронза | Загалом |
| ------------------- | --------------------- | ------ | ------ | ------ | ------- |
| 1                   | Велика Британія (GBR) | 1      | 2      | 1      | 4       |
| 2                   | ФРН (FRG)             | 1      | 1      | 2      | 4       |
| 3                   | США (USA)             | 1      | 1      | 1      | 3       |
| 4                   | СРСР (URS)            | 1      | 1      | 0      | 2       |
| 4                   | Франція (FRA)         | 1      | 1      | 0      | 2       |
| 6                   | Канада (CAN)          | 1      | 0      | 0      | 1       |
| 7                   | Австралія (AUS)       | 0      | 0      | 1      | 1       |
| 7                   | Швейцарія (SUI)       | 0      | 0      | 1      | 1       |
| Загалом (8 збірних) | Загалом (8 збірних)   | 6      | 6      | 6      | 18      |